# سينتوريا

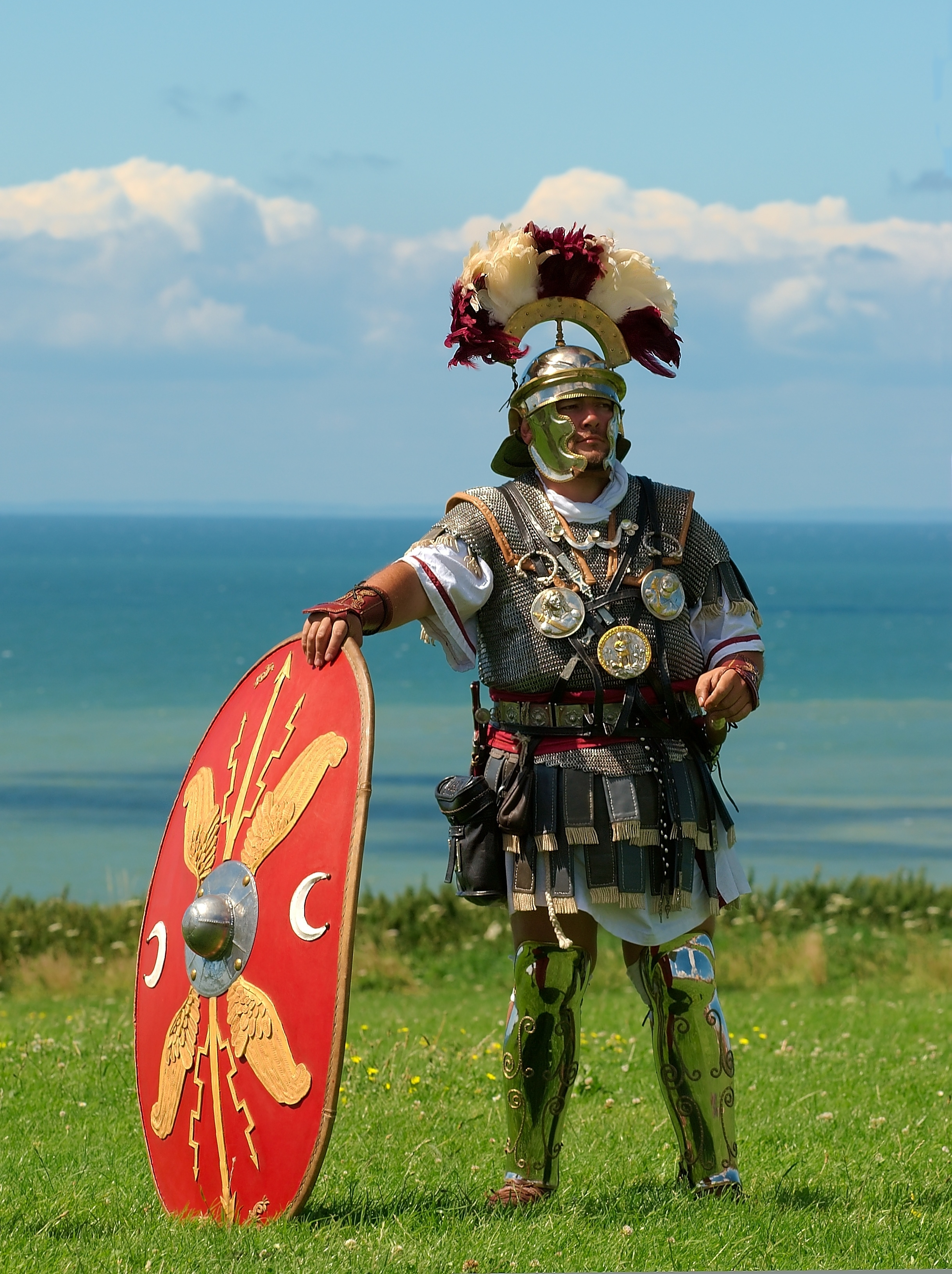

السينتوريا (باللاتينية: Centuria، وتعني: مائة) هو مصطلح لاتيني كانت له عدة استعمالاتٍ في روما القديمة. بشكل رئيسي، كانت تقصد بالمصطلح وحدات الجيش التي تتألف من 100 رجل. كما كانت تستعمل كوحدة قياس للمساحة تعادل نحو 50 هكتار بالوحدات الحديثة، أو ألف جوغور بالوحدات الرومانية.

## سياسياً
على الصَّعيد السياسي، كان يشير مصطلح السينتوريا في روما القديمة إلى أصوات أعضاء ما كان يُدعَى centuriate comices، وهو نوع من المجالس التشريعية الرومانية الشعبية، التي كانت تتخذ قرارات قانونية في روما بالتصويت.
يبدو أن أصل هذا المصطلح السياسي جاء من الوحدة العسكرية التي كانت تحمل الاسم ذاته، حيث كان لمواطني روما العاديّين الحق في دخول المجلس وهذه الوحدة على حدّ سواء حتى ألغتها تغييرات غايوس ماريوس على الدولة.

## عسكرياً
كانت «السينتوريا» هي الوحدات الفرعية الأساسية في الفيالق الرومانية حتى تغييرات غايوس ماريوس في الدولة الرومانية سنة 107 ق م. بالأصل، كانت تتألف كل وحدة سينتوريا من 100 رجل، إلا أنَّه انخفض لاحقاً إلى أعدادٍ تتراوح من 60 إلى 80 رجلاً، ويتم توزيع هؤلاء بدورهم على عشر وحدات كونتوبيرنيا (باللاتينية: contubernia، وكل منها تضمُّ 8 رجال)، وكان يتمُّ إكمال باقي العدد اللازم لجعلهم 100 رجل بضمّ أشخاص لا يحاربون، إنَّما يتخصَّصون بجوانب إدارية ولوجستية ووظائف أخرى في الفيلق. كانت تعيش كل وحدة كونتوبيرنيا - وهي أصغر الوحدات الموجودة في الجيش الروماني - داخل نفس الخيمة أثناء السير للحملات، ونفس غرفة الثكنة في الأوقات العادية. كانت تجتمع كل 6 وحدات سينتوريا معاً لتشكيل كتيبة رومانية.
كان يقود وحدة السينتوريا بأكمله قائدٌ يدعى السينتوريون، يساعده رجل يدعى أوبتيو أو ملازم يدعى تيساريوس.